# شعارات نازية

كان الصليب المعقوف أول رمز للنازية وما زال كذلك خاصة في العالم الغربي.

الشعارات النازية (بالألمانية: Rechtsextreme Symbole und Zeichen) هي شعارات رسمية اتخذتها حكومة ألمانيا النازية وكل ما يتعلق من السياسات العسكرية والرُّتَب والامتيازات ونحو ذلك. بدأ استعمالها رسمياً عام 1933م وانتهت عام 1945م بسقوط برلين وحظر كل ما يتعلق بالرموز النازية. يُعد الصليب المعقوف أول رمز للنازية، استُخدمت  الرموز الرسومية على نطاق واسع من قبل الحزب النازي الألماني في القرن العشرين، وخاصة الصليب المعقوف وعلمها، الذي أصبح العلم الوطني المشترك لألمانيا النازية في عام 1933, والعلم الوطني الوحيد في عام، والذي كان مشابها للعلم الذي كان يمثل الحزب في بداية تأسيسه عام 1920. 

## الصليب المعقوف
علم الحزب النازي (1920-1945). كان علم ألمانيا من عام 1935 إلى عام 1945 متشابهاً للغاية، إلا أن الدائرة مع الصليب المعقوف قد تم إزاحتها من الوسط 
كان الرمز الرئيسي للنازيين هو الصليب المعقوف (باللغة الألمانية: hakenkreuz) الذي اعتمده الحزب النازي المنشأ حديثًا رسميًا في عام 1920. وكان الشعار الصليب المعقوف الأسود (السنانير المتفرعة في اتجاه عقارب الساعة) تدور 45 درجة على دائرة بيضاء على خلفية حمراء. تم استخدام هذه الشارة على علم الحزب وأيضًا شارة القيادة.
يعتمد الشكل الأسود والأبيض والأحمر على ألوان أعلام الإمبراطورية الألمانية. ارتبط نظام الألوان هذا عادةً مع القوميين المناهضين لفايمار ألمانيا، بعد سقوط الإمبراطورية الألمانية. ندد النازيون بالعلم الأسود والأحمر والأصفر لجمهورية فايمار (علم ألمانيا الحالي).
في كتاب كفاحي، وصف أدولف هتلر رمزية العلم النازي: «الأحمر عبر عن الفكر الاجتماعي الذي تقوم عليه الحركة. الأبيض الفكر القومي. وأوضحت الصليب المعقوف المهمة التي تم تخصيصها لنا - الكفاح من أجل انتصار البشرية الآرية وعلى في الوقت نفسه انتصار مثالي للعمل الإبداعي...»
اليوم، بعض البلدان مثل ألمانيا (وفقا للقانون الجنائي في المادة 86 أ) والنمسا والبوسنة والهرسك وكرواتيا وفرنسا وكوسوفو وليتوانيا ولاتفيا ومقدونيا الشمالية ومونتينيغرو وبولندا وصربيا وسلوفينيا وأوكرانيا وكوبا ونيكاراغوا وبوليفيا والبرازيل وفنزويلا والصين وإسرائيل وكوريا الشمالية وفيتنام تحظر الرموز النازية المحظورة وتعتبر جريمة جنائية إذا تم عرضها علنًا لأغراض غير تعليمية. في 9 أغسطس 2018، رفعت ألمانيا الحظر المفروض على استخدام الصليب المعقوف والرموز النازية الأخرى في ألعاب الفيديو. وقالت إليزابيث سيكير، العضو المنتدب في جامعة كاليفورنيا، لـ قناة  CTV: «من خلال التغيير في تفسير القانون، فإن الألعاب التي تنظر بشكل حاسم في الشؤون الجارية يمكن منحها لأول مرة تصنيف عمر بالاتحاد الأمريكي». «كان هذا هو الحال منذ فترة طويلة بالنسبة للأفلام وفيما يتعلق بحرية الفنون، وهذا هو الحال الآن أيضًا بحق مع الكمبيوتر وألعاب الفيديو.»

## رموز أخرى
الرموز الأخرى التي يستخدمها النازيون تشمل:
- النسر فوق الصليب المعقوف، ويعتبر الرمز الرسمي للحزب النازي
- براغي ال SS  ، الشارة الرونية لمنظمة شوتزشتافل  [8] [9] (إن براغي SS عبارة عن رمز أبيض / للنازيين الجدد مشتق من ألمانيا النازية. احتفظت قوات الأمن الخاصة بقيادة هينريش هيملر بالولاية الشرطية لألمانيا النازية. وتراوحت أعضائها من عملاء من الجستابو لجنود من قوات الأمن الخاصة وافين (المسلحة) للحراس في معسكرات الاعتقال والموت)

- العديد من الأحرف الرونية من النص الروني، مثل الأحرف الرونية والرموز المشابهة للرون [10] [11] و Wolfsangel [12]
  - (يعد Wolfsangel رمزًا رونيًا قديمًا يُعتقد أنه قادر على درء الذئاب. تاريخيا، ظهر في ألمانيا في العديد من الأماكن، بدءا من الأحجار الكريمة على جوانب الطرق إلى الاستخدام الشائع في معاطف الأسلحة في مختلف المدن؛ هناك حتى مدينة ألمانية تسمى Wolfsangel)

- الزي الأسود SS
- القمصان البنية من قسم العاصفة
  - (قسم العاصفة عبارة عن معسكر للحزب النازي الأصلي)

- شارة رأس الموت لجمجمة SS وعظمتين متقاطعتين ووحدات معسكر واعتقال

## الرسائل الرونية
الجماعات النازية والنازية الجديدة التي تربط نفسها بالتقاليد الجرمانية، وعلى رأسها سيجل وإيهواز وتير؛ [14] أودال [15] [16]  و الجيز  [17] الرونية.
السحر الذي يبدو ان الرونية تمتلكه تمارسه على النازيين يمكن إرجاعها إلى مؤلف السحر والغموض غيدو فون ليست، أحد الشخصيات المهمة في التصوف الجرماني وإحياء الرونية في أواخر القرن التاسع عشر وأوائل القرن العشرين.
في عام 1908، نشرت قائمة «سر الرونية» مجموعة من 18 ما يسمى «أرمان الرونية»، استنادا إلى فوذارك الأصغر سنا، التي قال انها كشفت  في حالة من العمى المؤقت بعد جراحة الساد في كلتا عينيه في عام 1902.
في السياقات النازية ال س-الرونية  يشار اليها باسم «سيج» (بعد القائمة، وربما من الأنجلو سكسونية سيجل).رغم ان ال "Wolfsangel" ليس رونياً تاريخياً ولكن له شكل روني"Gibor" في القائمة. كان رونيك "SS" رمز سكهوتزستفل.

## الاستخدامات المستمرة من قبل مجموعات النازيين الجدد
هنالك حيث ان العديد من الرموز التي استخدمها النازيون تم الاستيلاء علبها من قبل مجموعات النازيين الجدد بما في ذلك عدد من الاحرف الرونية  ومع ذلك، يستخدم النازيون الجدد رموزا مختلفة أيضا مثل:
* 18، وهو رمز لالدوف هتلر. حيث يأتي ذلك الرقم من موضع الحروف الابجدية A=1, H=8 ." [18]
*88 وهو رمز للتعاليم ويعد بيانا على القانون الطبيعي والديني والسياسي وهو بيان كتبه الرجل الأمريكي الأبيض ديفيد لين في أواخر القرن العشرين حول التنظيم السليم لدولة قومية بيضاء ومع ذلك وفقا لرابطة مكافحة التشهير فهو رمز لهيل هيتلر ومرة أخرى مصدر الرقم يأتي من موضع الحرف H في الأبجدية اللاتينية.[20]0
*14، من الكلمات الأربعة عشر التي صاغها ديفيد لين: «يجب علينا تأمين وجود شعبنا ومستقبل للأطفال البيض.» [21]
*في بعض الأحيان يتم الجمع بين 14 و 88 مع بعضهم البعض (على سبيل المثال 14/88، 8814، 1488). [22] كما يتم تصويرها في بعض الأحيان على النرد. [23]

## شعارات

علم الحزب النازي 1945-1920 وعلم ألمانيا النازية 1935-1933
علم ألمانيا النازية 1945-1935
شعار الدولة الألمانية الرسمية 1933-1945
توتنكوف وتعني حرفيًا «رأس الموتى»
شعار قوات الأمن الخاصة
علم شباب هتلر